# Apodera
Apodera ist eine Gattung amöboider Protisten aus der Familie Hyalospheniidae (bzw. Nebelidae nach Meisterfeld 2002), einer Gruppe beschalter (Testater) Amöben (Schalenamöben, Thekamöben). Ihre Schale (Testa, englisch Test, früher als Theca bezeichnet) sind flaschenförmig (lageniform) und weisen eine deutliche Einschnürung auf, die den Hals vom Körper trennt.

## Eigenschaften
Apodera sind beschalte (Testate) Amöben d. h. Protisten mit einem Zellkörper, der Scheinfüßchen (Pseudopodien) bildet und von einer Hülle oder Schale (Testa, engl. test) umschlossen ist. Ihre Schalen bestehen aus mineralischem Material, das nicht von ihnen selbst, sondern „xenosomisch“ von ihrer Beute, euglyphiden Amöben, stammt. Dies ist ein gemeinsames Merkmal der Hyalospheniidae, zu denen Gattung Apodera gehört.
Darauf verweist auch der Gattungsname (spanisch apoderarse (de alguien) ‚(etwas) habhaft werden‘) der auf eine „Übernahme“ oder „übernehmen“ hindeutet.
Die Schalen von Apodera zeichnen sich vor allem durch eine deutliche, tiefe Einschnürung aus, die den Hals vom Körper trennt.

## Systematik
Die Gattung Apodera wurde erstmals 1942 von Jung vorgeschlagen, jedoch ohne eine Art zu benennen.
Erst später, im Jahr 1961, wurde die Gattung von den Mikropaläontologen Loeblich und Tappan validiert.
Sie ist durch die ähnliche Form ihrer Schale eng mit den Gattungen Alocodera und Padaungiella verwandt, jedoch unterscheiden sich die Apodera-Mitglieder durch die klare Trennung zwischen Körper und Hals der Schale aufgrund ihrer tiefen Einschnürung.
Phylogenetische Analysen unterstützen ebenfalls eine enge Beziehung zu Alocodera und Padaungiella, wobei Apodera die Schwestergruppe einer Klade ist, die diese beiden anderen Gattungen enthält. Diese Klade steht basal in der Familie Hyalospheniidae.
Es sind derzeit (15. September 2024) vier Arten in der Gattung Apodera bekannt:
Gattung Apodera Loeblich & Tappan, 1961(G,N)
- Apodera angatakere Duckert et al., 2021(N) bzw. (Brehm 1928) Mitchell, Blandenier & Duckert 2021[7]
[Nebela penardi Brehm 1928]
- Apodera crenata Jung, 1942[9][3]
- Apodera vas (Certes, 1889) Loeblich & Tappan, 1961(N)[10][3] bzw. Jung 1942
[Nebela vas Certes, 1889(N), Nebela goudinii Gericke 1932] (Typusart)
- Apodera wellingtonia (Decloitre 1964) Kosakyan 2014[3]
[Nebela wellingtonia Decloitre 1964[3]]

Quellen:
(N) – Taxonomie des National Center for Biotechnology Information (NCBI)
(G) – Global Biodiversity Information Facility (GBIF)
Die Gattung Nebela wurde mehrfach reorganisiert und Arten von ihr hieher nach Apodera verschoben.

## Apodera angatakere
Apodera angatakere kommt in den Torfgebieten Neuseelands vor, ihre Schale hat einen ausgeprägten Hohlkiel.

## Apodera crenata
Apodera crenata  ist eine problematische Art, die seit ihrer Erstveröffentlichung nicht mehr bibliographisch erfasst wurde, obwohl sie morphologisch gut definiert ist und sich von der Typusart durch ihre gekrümmte Schale und ihre geringe Größe unterscheidet. Sie wurde nur in Chile auf Sphagnum-Moosen gefunden.

## Apodera vas
Die Typusart Apodera vas kommt in Moosen wie Torfmoos (Sphagnum), Streu und organischem Boden vor. Ihr Verbreitungsgebiet ist viel größer als das anderer Arten, mit Nachweisen aus Nordamerika, Südamerika, Ozeanien, Afrika und Indonesien. Eine etwas andere Form, Apodera vas f. reticollaris, wurde 1942 von Jung beschrieben, konnte aber mit molekularen Methoden nicht nachgewiesen werden.

## Apodera wellingtonia
Apodera wellingtoniaist eine seltene und problematische Art, die nur einmal in zwei Lebensräumen auf der Insel Tasmanien gefunden wurde: In Pfützen aus schmelzendem Schnee und in der Nähe von verrottetem Holz in feuchten Flechten gefunden.